# Гай (Сосницкий район)
Гай (укр. Гай) — село в Сосницком районе Черниговской области Украины. Население 118 человек. Занимает площадь 0,68 км².
Код КОАТУУ: 7424986002. Почтовый индекс: 16130. Телефонный код: +380 4655.

## Власть
Орган местного самоуправления — Ольшановский сельский совет. Почтовый адрес: 16130, Черниговская обл., Сосницкий р-н, с. Ольшаное, ул. Грушевского, 16а.